# Demonax erythrops
Demonax erythrops là một loài bọ cánh cứng trong họ Cerambycidae.